# Карвалью, Мариу
Мариу Карвалью (порт. Mário Carvalho, род. 22 января 1995, Самбизанга, Луанда) — ангольский шоссейный велогонщик.

## Карьера
Марио Карвалью родился из бедной семьи из Самбизанги, муниципалитета в провинции Луанда. Он прожил трудную юность, отмеченную бедностью и преступностью в его провинции. Его мать умерла, когда ему было всего 4 года. В этой сложной ситуации он начал заниматься футболом в Santos Futebol Clube, а затем бросил его из-за учебы. Потом он вернулся к капоэйре, но травма шеи помешала ему продолжить.
В феврале 2012 года, в возрасте 17 лет, после того как его заметил бывший ангольский профессиональный велогонщик Карлос Араужу начал участвовать в соревнованиях по велоспорту присоединившись к местному клубу Benfica de Luanda. Быстро отличился, став чемпионом Анголы в категории юниоров U19. Спустя, в 2013 году, он вошёл в сборную Анголы для участия в португальской гонке Волта Алгарви в Португалии. Однако был вынужден сойти с первого этапа, как и трое его товарищей по команде.
В 2014 году занял третье место на чемпионате Анголы в индивидуальной гонке. В 2016 году он выиграл седьмой этап Volta às Terras do Café. В том же году на чемпионате Африки, он занял 8-е место в командной гонке и 58-м в групповой гонке. На чемпионате Анголы стал вторым в групповой и индивидуальной гонках.
В 2017 году в июне на чемпионате Анголы победил в командной гонке на время со своим клубом, а среди гонщиков до 23 лет (U23) стал вторым в индивидуальной гонке на время и третьим в групповой гонке. В сентябре занял девятое место на Туре Кот-д'Ивуара, а в декабре выиграл этап Тура Мадагаскара.
В июне 2018 года стал вице-чемпионом Анголы в индивидуальной гонке, уступив Дариу Антониу. Принял участие в Туре Руанды и Туре Марокко. В 2019 года занял второе место на чемпионате Анголы в групповой гонке.

## Достижения
2012
 Чемпион Анголы — групповая гонка U19
Troféu Parabens Zé Du
2014
Grande Prémio Cidade de Luanda
3-й на Чемпионат Анголы — индивидуальная гонка
2015
Чемпион провинции Луанды — индивидуальная гонка
2-й этап на Grande Prémio 4 de Fevereiro
2016
7-й этап на Volta às Terras do Café
2-й на Чемпионат Анголы — индивидуальная гонка
2-й на Чемпионат Анголы — групповая гонка
2017
 Чемпион Анголы — командная гонка
3-й этап на Тур Мадагаскара
2-й на Чемпионат Анголы — индивидуальная гонка U23
3-й на Чемпионат Анголы — групповая гонка U23
2018
2-й на Чемпионат Анголы — индивидуальная гонка
2019
1-й этап на Grande Prémio Marsad
1-й этап на Grande Prémio Digitos e Numeros
2-й на Чемпионат Анголы — групповая гонка
2020
Grande Prémio ACT
1-й в генеральной классификации
1-й этап
2023
Волта Анголы
2-й в генеральной классификации
3-й этап

## Рейтинги
| Год                 | 2016   | 2017   | 2018 | 2019   | 2020  | 2021  | 2022   | 2023   | 2024  |
| ------------------- | ------ | ------ | ---- | ------ | ----- | ----- | ------ | ------ | ----- |
| Мировой рейтинг UCI | 1333-й | 1657-й | -    | 1798-й | 709-й | 985-й | 1455-й | 1591-й | 740-й |
| Африканский тур UCI | 83-й   | 117-й  | -    | 105-й  | 23-й  | 43-й  | 80-й   | 96-й   | 43-й  |
|                     |        |        |      |        |       |       |        |        |       |
| Источник: UCI       |        |        |      |        |       |       |        |        |       |